# Cendrieux
Cendrieux foi uma comuna francesa na região administrativa da Nova Aquitânia, no departamento Dordonha. Estendia-se por uma área de 31,13 km². Em 2010 a comuna tinha 566 habitantes (densidade: 18,2 hab./km²).
Em 1 de janeiro de 2017, passou a formar parte da nova comuna de Val de Louyre et Caudeau.